# Polis (Albania)
Polis es una localidad albanesa del condado de Elbasan. Se encuentra situada en el centro del país y desde 2015 está constituida como una unidad administrativa del municipio de Librazhd. A finales de 2011, el territorio de la actual unidad administrativa tenía 3385 habitantes.
La unidad administrativa incluye los pueblos de Gostimë, Gurëshpatë, Mirakë, Polis, Sheh y Vilan.
Se ubica al suroeste de la capital municipal Librazhd.